# Okres Cheb
Der Okres Cheb (übersetzt mit Bezirk Eger) ist der westlichste Bezirk der Tschechischen Republik (Tschechien). Das Territorium ist Teil der Region Karlsbad (Karlovarský kraj).
Er hat eine Fläche von 1046 km². Seine 93.112 Einwohner verteilen sich auf 40 Städte und Gemeinden (Obec) mit 183 Ortsteilen (část obcí).

## Geschichte
Der Bezirk Eger im Königreich Böhmen der Habsburgermonarchie entstand im 19. Jahrhundert, war deutsch besiedelt und wurde mehrfach territorial verändert.
Nach dem Münchner Abkommen bildete die Stadt Eger zwischen 1938 und 1945 einen eigenen Stadtkreis, war aber auch Sitz des Landkreises Eger. Stadt und Landkreis Eger gehörten in dieser Zeit mit dem Sudetenland zum Deutschen Reich.
Nach der Vertreibung der Deutschen wurde das Gebiet tschechisch besiedelt. 1960 wurde der Okres Cheb durch den Zusammenschluss mit dem Okres Aš und einem Großteil des Okres Mariánské Lázně vergrößert.
Am 1. Januar 2007 kam aus dem Okres Karlovy Vary die Stadt Teplá hinzu.

## Wirtschaft
2003 gab es im Okres Cheb 20.512 Angestellte. Sie verdienten monatlich im Durchschnitt 13.897 Kč. Die Arbeitslosenquote betrug 8,34 %.
Im Bezirk gibt es einige Rohstoffvorkommen wie Kohle, Ziegellehm, Granit und Schotter.
Im Egerbecken wird vor allem Getreide angebaut. Der Obstanbau hat, wie in den meisten Gegenden der ehemaligen ČSSR, in den Jahren der Kollektivwirtschaft gelitten. Es gibt Textilindustrie und Maschinenbau (beides in Cheb und Aš). Luby wurde wegen seiner Herstellung von Saiteninstrumenten früher das Cremona Österreichs genannt. Außer der Produktion gibt es in Luby auch eine Fachschule für den Instrumentenbau. Porzellan und andere Keramik wird in Skalná hergestellt.
Der Fremdenverkehr spielt im Bezirk vor allem durch Kuraufenthalte und den landschaftlichen Reiz eine große Rolle. 1.750.956 Touristen, davon knapp dreiviertel Ausländer, hielten sich durchschnittlich 7,3 Tage im Bezirk auf. Besondere Bedeutung haben die Heilquellen bei Mariánské Lázně mit 40 salz- und eisenhaltigen Quellen und Františkovy Lázně mit 24 Mineralquellen.

## Städte und Gemeinden
(Städte sind fett markiert)
1. Aš (Asch)
2. Dolní Žandov (Untersandau)
3. Drmoul (Dürrmaul)
4. Františkovy Lázně (Franzensbad)
5. Hazlov (Haslau)
6. Hranice (Roßbach)
7. Cheb (Eger)
8. Krásná (Schönbach bei Asch)
9. Křižovatka (Klinghart)
10. Lázně Kynžvart (Bad Königswart)
11. Libá (Liebenstein)
12. Lipová (Lindenhau)
13. Luby (Schönbach)
14. Mariánské Lázně (Marienbad)
15. Milhostov (Mühlessen)
16. Milíkov (Miltigau)
17. Mnichov (Einsiedl (Kaiserwald))
18. Nebanice (Nebanitz)
19. Nový Kostel (Neukirchen)
20. Odrava (Kulsam)
21. Okrouhlá (Scheibenreuth)
22. Ovesné Kladruby (Habakladrau)
23. Plesná (Fleißen)
24. Podhradí (Neuberg)
25. Pomezí nad Ohří (Mühlbach)
26. Poustka (Oed)
27. Prameny (Sangerberg)
28. Skalná (Wildstein)
29. Stará Voda (Altwasser)
30. Teplá (Tepl)
31. Trstěnice (Neudorf bei Plan)
32. Třebeň (Trebendorf)
33. Tři Sekery (Dreihacken)
34. Tuřany (Thurn)
35. Valy (Schanz)
36. Velká Hleďsebe (Groß Sichdichfür)
37. Velký Luh (Großloh)
38. Vlkovice (Wilkowitz)
39. Vojtanov (Voitersreuth)

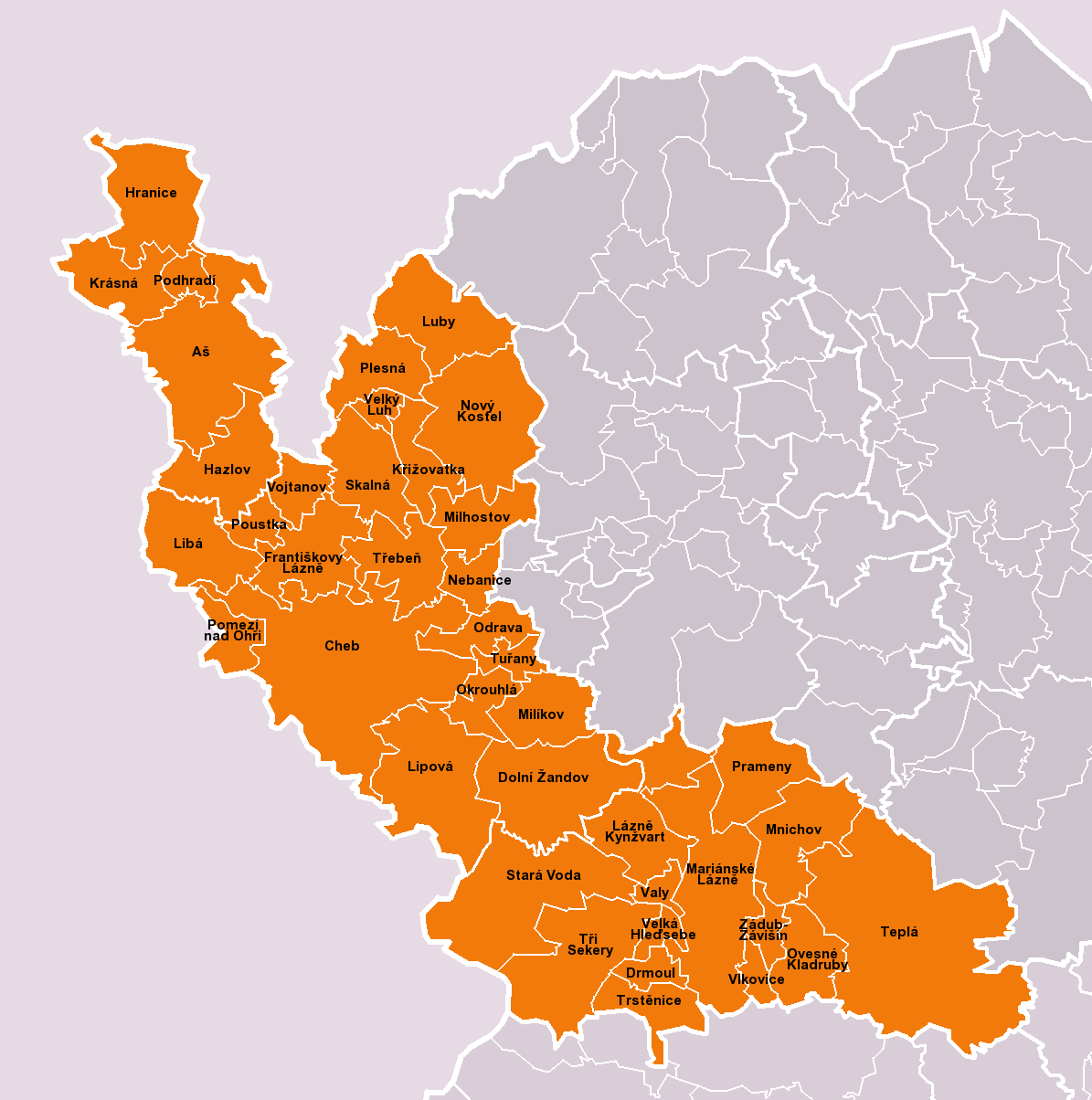
Städte und Gemeinden des Bezirks

40. Zádub-Závišín (Hohendorf – Abaschin)